# Sobradinho (flygplats)
Sobradinho är en flygplats i Brasilien.   Den ligger i kommunen Sobradinho och delstaten Bahia, i den östra delen av landet, 1 000 km nordost om huvudstaden Brasília. Sobradinho ligger 381 meter över havet.
Terrängen runt Sobradinho är huvudsakligen platt, men åt sydväst är den kuperad. Runt Sobradinho är det glesbefolkat, med 8 invånare per kvadratkilometer..
Omgivningarna runt Sobradinho är i huvudsak ett öppet busklandskap.